# Турышев, Сергей Анатольевич
Серге́й Анато́льевич Ту́рышев (23 июня 1985, Камень-Рыболов) — российский лыжник, начиная с 2008 года находится в составе российской национальной сборной. Трёхкратный чемпион России, двукратный чемпион зимней Универсиады в Харбине, призёр многих гонок международного и всероссийского значения, мастер спорта России международного класса по лыжным гонкам. На соревнованиях представляет регион ХМАО — Югра и физкультурно-спортивное общество «Динамо».

## Биография
Сергей Турышев родился 23 июня 1985 года в селе Камень-Рыболов Ханкайского района Приморского края. Серьёзно заниматься лыжным спортом начал в городе Вилючинске Камчатского края, проходил подготовку в местной детско-юношеской спортивной школе под руководством тренера-преподавателя Надежды Петровны Кузнецовой. Ещё будучи школьником, побеждал на первенствах областного значения, выступил на первенстве Вооружённых Сил России, где занял 18 место.
Начиная с 2002 года постоянно проживал в городе Сургуте Тюменской области, состоял в тюменской Специализированной детско-юношеской спортивной школе олимпийского резерва «Кедр», был здесь подопечным тренера-преподавателя Петра Николаевича Мигачёва. В этот период попадал в число призёров на юниорском чемпионате России.
В 2006 году Турышев переехал на постоянное жительство в Ханты-Мансийск, обучался в Школе высшего спортивного мастерства № 2, состоял в Центре подготовки сборных команд Югры, при этом его новым тренером стал Владимир Иванович Куклин. Первого серьёзного успеха на международной арене добился в сезоне 2008 года, когда попал в состав российской национальной сборной и побывал на Кубке Восточной Европы в Рыбинске, где завоевал серебряную медаль в гонке преследования на 20 км. В 2009 году отправился представлять страну на зимней Универсиаде в Харбине — трижды поднимался здесь на пьедестал почёта, в том числе одержал победу в дуатлоне и эстафете 4 × 10 км, а также получил серебряную медаль в масс-старте на 10 км свободным стилем. В то же время дебютировал в Кубке мира и многодневной гонке Тур де Ски.
На чемпионате России 2011 года был лучшим в гонке на 15 км свободным ходом, получил бронзу в гонке преследования на 30 км. Год спустя на всероссийском первенстве в Тюмени в составе сборной команды ХМАО — Югры выиграл серебряные медали в индивидуальной гонке на 15 км классическим стилем и в мужской эстафете 4 × 10 км. Ещё через год на аналогичных соревнованиях в Сыктывкаре вновь стал серебряным призёром в программе эстафеты. На чемпионате России 2014 года вместе с партнёрами по команде Евгением Дементьевым,
Александром Легковым, Сергеем Устюговым был лучшим в эстафетной гонке. Рассматривался в числе кандидатов на участие зимних Олимпийских играх в Сочи, но не смог пробиться в основной состав сборной из-за слишком высокой конкуренции в команде. В 2015 году выиграл Дёминский лыжный марафон. На чемпионате страны 2016 года в очередной раз выиграл мужскую эстафету.
Женат на российской лыжнице Елене Турышевой (Бурмистровой), участнице Олимпийских игр 2010 года в Ванкувере. Имеет высшее образование, в 2008 году окончил Сургутский государственный университет, где обучался на факультете физической культуры. В настоящее время состоит в спортивном клубе всероссийского физкультурно-спортивного общества «Динамо».

## Награды
- Орден Дружбы (26 января 2023 года) — за обеспечение успешной подготовки спортсменов, добившихся высоких спортивных достижений на XXIV Олимпийских зимних играх 2022 года в городе Пекине (Китайская Народная Республика)[2]